# Helli Servi
Helli Servi, auch Helly Servi (* 29. September 1923 in Wien; † 13. Oktober 1990 ebenda), war eine österreichische Schauspielerin.

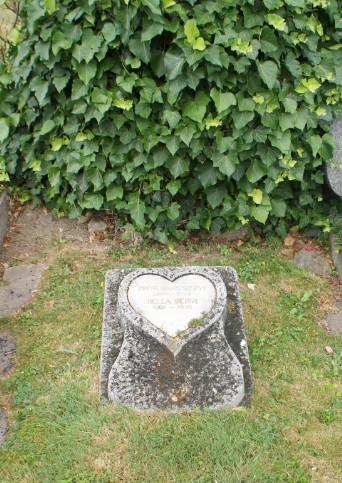
Grabstätte von Helli Servi

## Leben
Die Tochter eines Gymnasialprofessors stand bereits als Kind, 1932, auf der Bühne des Burgtheaters und spielte am Theater in der Josefstadt 1933 in Kakadu-Kakada von Carl Zuckmayer. Fünfzehnjährig besuchte sie in der NS-Zeit von 1938 an das spätere Max-Reinhardt-Seminar in Wien, wo sie ihre künstlerische Ausbildung erhielt.
Im Fach der Munteren und Naiven agierte sie dann am Deutschen Theater in Berlin und ab 1938 erneut am Theater in der Josefstadt. In entsprechenden Rollen wurde sie ab 1940 beim Film eingesetzt, vorzugsweise bei typischen Wiener Filmen. In Nebenrollen verkörperte sie das fesche Wiener Mädel. Filme dieser Art wurden vom NS-Regime gefördert, um die Menschen von den Schwierigkeiten der Kriegszeit abzulenken. Sie stand 1944 in der Gottbegnadeten-Liste des Reichsministeriums für Volksaufklärung und Propaganda.
In Verklungenes Wien trat sie gemeinsam mit ihrer Zwillingsschwester Traute Servi auf. 1952 bis 1960 fungierte Helli Servi in der beliebten, fast wöchentlich gesendeten Radiofamilie, an der bis 1953 auch Ingeborg Bachmann als Autorin mitarbeitete, als Hanni, später Helli Floriani, Tochter der Familie und anfangs 16-jährige Gymnasiastin.
Da Helli Servi, verehelichte Krismanek, in ihren späten Jahren vom Film nur mehr wenige Angebote erhielt, konzentrierte sie sich ganz auf ihre Auftritte im Theater in der Josefstadt, wo sie vor allem in komischen Rollen eingesetzt wurde. Sie unternahm mehrmals Tourneen und arbeitete für den Hörfunk als Hörspielsprecherin.
Ihr Grab befindet sich auf dem Grinzinger Friedhof in Wien, Gruppe 18, Nr. 121.

## Filmografie
- 1941: So gefällst du mir
- 1941: Wir bitten zum Tanz
- 1942: Sommerliebe
- 1943: Die kluge Marianne
- 1944: Schrammeln
- 1944: Die goldene Fessel
- 1944/48: Ein Mann gehört ins Haus
- 1947: Das unsterbliche Antlitz
- 1947: Seine einzige Liebe
- 1947: Der Hofrat Geiger
- 1947: Der Prozeß
- 1948: Gottes Engel sind überall
- 1949: Geheimnisvolle Tiefe
- 1949: Vagabunden
- 1949: Wilderernacht (Liebesprobe)
- 1949: Mein Freund Leopold (Mein Freund, der nicht nein sagen kann)
- 1950: Kind der Donau
- 1950: Großstadtnacht
- 1951: Hochzeit im Heu
- 1951: Eva im Frack
- 1951: Verklungenes Wien
- 1951: Der fidele Bauer
- 1953: Fräulein Casanova
- 1953: Maske in Blau
- 1953: Wirbel um Irene (Irene in Nöten)
- 1953: Drei, von denen man spricht (Glück muß man haben)
- 1953: Die Todesarena
- 1953: Du bist die Welt für mich
- 1953: Einsteigen bitte!
- 1954: Der Färber und sein Zwillingsbruder (TV)
- 1955: Du bist die Richtige
- 1955: Ja, so ist das mit der Liebe (Ehesanatorium)
- 1955: Mozart
- 1955: Die Wirtin zur Goldenen Krone
- 1955: Sonnenschein und Wolkenbruch
- 1956: Wenn Poldi ins Manöver zieht (Manöverzwilling)
- 1957: Das Tagebuch der Anne Frank (TV)
- 1958: Der Herzspezialist (TV)
- 1958: Der Talisman (TV)
- 1959: Der eingebildete Kranke (TV)
- 1960: Der jüngste Tag (TV)
- 1961: Nachsaison (TV)
- 1961: Saison in Salzburg
- 1962: Alle meine Söhne (TV)
- 1962: Nachsaison (TV)
- 1962: Professor Bernhardi (TV)
- 1963: Die lustigen Vagabunden
- 1963: Charleys Tante
- 1963: Hotel du Commerce (TV)
- 1963: Das alte Hotel (Fernsehserie, 6 Folge)
- 1964: Ein schöner Herbst (TV)
- 1964: Boeing – Boeing (TV)
- 1964: Der Talisman (TV)
- 1964: Die Verantwortlichen (TV)
- 1964: Und dann Besuch (TV)
- 1964: Heirate mich, Chéri
- 1965: ...und sowas muß um 8 ins Bett
- 1965: Der eingebildete Kranke (TV)
- 1966: Samba (TV)
- 1967: Der Arzt wider Willen (TV)
- 1968: Die Träume von Schale und Kern (TV)
- 1968: Der keusche Lebemann (TV)
- 1969: Liebelei (Aufzeichnung aus dem Theater in der Josefstadt, Wien)
- 1969: Die Sommerfrische (TV)
- 1969: Bei Tag und bei Nacht (TV)
- 1970: Der Satyr aus der Vorstadt (TV)
- 1970: Ein gebildeter Hausknecht (TV)
- 1971: Autobus S (TV)
- 1971: Wenn der Vater mit dem Sohne (Fernsehserie, 2 Folge)
- 1972: Fritz Muliar Schau (Fernsehserie, 1 Folge)
- 1972: Die Abenteuer des braven Soldaten Schwejk (Fernsehserie, 5 Folge)
- 1973: Hallo – Hotel Sacher... Portier! (Fernsehserie, 1 Folge)
- 1974: Der Unbestechliche (TV)
- 1974: Cabaret Cabaret (Fernsehserie, 1 Folge)
- 1978: Pension Schöller (TV)
- 1978: Tatort: Mord im Krankenhaus (TV)
- 1979: Die Bräute des Kurt Roidl (TV)
- 1980: Land, das meine Sprache spricht (TV)
- 1981: Es hat sich eröffnet... (TV)
- 1983: Das gläserne Wappen (TV)
- 1983–1985: Ich heirate eine Familie (Fernsehserie, 2 Folgen)
- 1985: Familie Merian (Fernsehserie, 1 Folge)
- 1985: Tatort: Fahrerflucht (TV)
- 1987: Tatort: Wunschlos tot (TV)
- 1987: Heiteres Bezirksgericht (Fernsehserie, 1 Folge)